# Shikabe
Shikabe (鹿部町?) è una cittadina giapponese della prefettura di Hokkaidō.